# Terrance Ferguson
Terrance Ferguson, né le 17 mai 1998 à Tulsa en Oklahoma, est un joueur américain de basket-ball. Il évolue aux postes d'arrière et ailier.

## Carrière

### Adelaide 36ers (2016-2017)
Ayant finalement décidé de ne pas aller en université alors qu'il avait donné son accord à Alabama puis à Arizona, il signe à l'été 2016 en Australie avec les Adelaide 36ers.

### Thunder d'Oklahoma City (2017-2020)
Il se présente l'année suivante à la draft 2017 de la NBA, il est choisi en 21e position par le Thunder d'Oklahoma City. Lors de la saison suivante il joue en moyenne 12,5 minutes par match des moyennes de 3,1 points, 0,8 rebond et 0,3 passe décisive. Terrance Ferguson fait surtout parler de lui après la blessure d'André Roberson. Lors de la victoire contre Les Lakers de Los Angeles 133-96, il marque 24 points, son record en NBA. Il réalise un dunk en « moulin à vent » ce qui lui vaut des rumeurs de sélection au Slam Dunk Contest.

### 76ers de Philadelphie (2020-mars 2021)
Le 18 novembre 2020, il est envoyé aux 76ers de Philadelphie avec Danny Green en échange d'Al Horford et deux choix de draft.
Le 25 mars 2021, il est échangé chez les Knicks de New York dans un échange en triangle. Il est coupé le 28 mars 2021.

### Arrivée en Europe
En novembre 2021, Ferguson est annoncé à l'AEK Athènes mais le contrat n'est pas signé et en décembre, il rejoint un autre club grec, le G.S. Lavrio, avec un contrat courant jusqu'à la fin de la saison en cours,.

## Statistiques NBA

### Saison régulière
| Saison    | Équipe        | Matchs | Titul. | Min./m | % Tir | % 3pts | % LF | Rbds/m. | Pass/m. | Int/m. | Ctr/m. | Pts/m. |
| --------- | ------------- | ------ | ------ | ------ | ----- | ------ | ---- | ------- | ------- | ------ | ------ | ------ |
| 2017-2018 | Oklahoma City | 61     | 12     | 12,5   | 41,4  | 33,3   | 90,0 | 0,77    | 0,31    | 0,39   | 0,16   | 3,10   |
| 2018-2019 | Oklahoma City | 74     | 74     | 26,1   | 42,9  | 36,6   | 72,5 | 1,91    | 0,97    | 0,54   | 0,22   | 6,93   |
| 2019-2020 | Oklahoma City | 56     | 38     | 22,5   | 35,5  | 29,2   | 75,0 | 1,32    | 0,91    | 0,48   | 0,30   | 3,93   |
| Total     | Total         | 191    | 124    | 20,7   | 40,6  | 33,7   | 75,3 | 1,37    | 0,74    | 0,48   | 0,23   | 4,83   |

Dernière mise à jour le 12 septembre 2020.

### Playoffs
| Saison | Équipe        | Matchs | Titul. | Min./m | % Tir | % 3pts | % LF | Rbds/m. | Pass/m. | Int/m. | Ctr/m. | Pts/m. |
| ------ | ------------- | ------ | ------ | ------ | ----- | ------ | ---- | ------- | ------- | ------ | ------ | ------ |
| 2018   | Oklahoma City | 3      | 0      | 2,1    | 100,0 | 100,0  | 0,0  | 0,33    | 0,33    | 0,00   | 0,00   | 1,00   |
| 2019   | Oklahoma City | 5      | 5      | 25,6   | 36,0  | 38,9   | 0,0  | 2,40    | 1,20    | 0,40   | 0,00   | 5,00   |
| 2020   | Oklahoma City | 4      | 1      | 10,4   | 18,2  | 20,0   | 0,0  | 1,00    | 0,25    | 0,25   | 0,00   | 1,50   |
| Total  | Total         | 12     | 6      | 14,7   | 32,4  | 34,5   | 0,0  | 1,42    | 0,67    | 0,25   | 0,00   | 2,83   |

Dernière mise à jour le 25 septembre 2020.

## Palmarès
- Champion du monde des -19 ans 2015
- Champion du monde des -17 ans 2014
- Champion des Amériques des -16 ans 2013